# Illa Snow Hill
L'illa Snow Hill és una illa gairebé completament coberta de neu, de 32 km. de llarg i 10 km. d'ample, a la costa est de la península Antàrtica. Està separat de l'illa James Ross al nord-est per l'Almirallat Sound. És una de les illes al voltant de la península terra de Graham, que és la part del continent més proper a Amèrica del Sud
Va ser descoberta el 6 de gener de 1843 per una expedició britànica sota comandament de James Clark Ross que, desconeixedor de la seva connexió amb terra ferma, l'anomenà Snow Hill perquè la seva coberta de neu destacava en contrast amb la terra nua de l'illa Seymour. El seu caràcter insular fou determinat el 1902 per l'expedició Sueca Antàrtica sota comandament d'Otto Nordenskiöld, qui va passar els hiverns de 1901, 1902, i 1903, utilitzant-lo com a base per a explorar les illes veïnes i el Nordenskjold Coast de la Península Antàrtica.

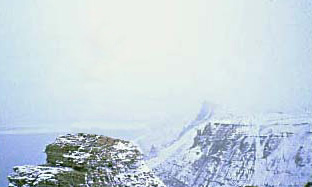
Snow Hill, gener de 1999

1. ↑  ESA Science & Technology: Graham Land